# (2459) Spellmann
(2459) Spellmann es un asteroide perteneciente al cinturón de asteroides, descubierto el 11 de junio de 1980 por Carolyn Shoemaker desde el Observatorio del Monte Palomar, Estados Unidos.

## Designación y nombre
Designado provisionalmente como 1980 LB1. Fue nombrado Spellmann en homenaje a “Leonard Spellmann” padre de la descubridora.